# Miyuu Kihara
Miyuu Kihara (en japonés: 木原美悠, Kihara Miyuu; Akashi, 3 de agosto de 2004) es una deportista japonesa que compite en tenis de mesa, en la modalidad de dobles. Ganó tres medallas en el Campeonato Mundial de Tenis de Mesa entre los años 2023 y 2025.

## Palmarés internacional
| Campeonato Mundial | Campeonato Mundial    | Campeonato Mundial | Campeonato Mundial |
| Año                | Lugar                 | Medalla            | Prueba             |
| ------------------ | --------------------- | ------------------ | ------------------ |
| 2023               | Durban (Sudáfrica)    | Medalla de bronce  | Dobles             |
| 2024               | Busan (Corea del Sur) | Medalla de plata   | Equipo             |
| 2025               | Doha (Catar)          | Medalla de bronce  | Dobles             |